# Synulox
Synulox is de merknaam van een veelgebruikt diergeneeskundig antibioticum, vooral toegepast voor de behandeling van infecties aan de longen, de luchtwegen en als breedspectrum-antibioticum. Het geneesmiddel is een combinatie van amoxicilline en clavulaanzuur.

## Registratiehouder en fabrikant
Synulox is een geregistreerd handelsmerk van het farmaceutische bedrijf Pfizer, meer bepaald Pfizer Animal Health te Louvain-la-Neuve, België. De productie vindt plaats door een vestiging van het bedrijf in Italië.

## Formules
- "Bolus" 500 mg: grote van een coating voorziene tabletten. Ter behandeling van enteritis en navelziekte bij kalveren.
- "Smakelijke druppels": voor orale toediening. Het is een poeder dat men moet oplossen in water. Deze formule past men toe als breedspectrum-antibioticum voor honden en katten.
- "Smakelijke tabletten" 50 mg, 250 mg en 500 mg: dermatitis, infecties aan de urinewegen veroorzaakt door E. coli en stafylokokken, infecties van de luchtwegen veroorzaakt door stafylokokken, enteritis veroorzaakt door E.coli.
- 'Ready to Use'-injecties: een multifunctionele injectieformule, aangeraden bij:
  - Vee: infecties van de luchtwegen, infecties van zacht weefsel, metritis en mastitis.
  - Varkens: infecties van de luchtwegen, E. coli-infecties, mastitis, metritis en agalactie.
  - Honden en katten: infecties van de luchtwegen, de urinewegen, de huid en zacht weefsel.
- Oplossing voor uiers: Synulox + Prednison voor toediening in de uiers van het dier. Voor behandeling van mastitis bij melkgevende koeien.

## Bacteriële resistentie
Bacteriële resistentie tegen antibiotica is een toenemend probleem in de diergeneeskunde. Een ander probleem is dat clavulaanzuur bètalactamasen deactiveert, wat een probleem is bij de bestrijding van gram-positieve bacteriën.
Synulox zou werkzaam zijn tegen klinische Klebsiella-infecties, maar niet tegen Pseudomona-infecties.

## Bijwerkingen
Door de fabrikant vermelde bijwerkingen van de tabletten van 250 mg voor honden zijn: overgevoeligheidsreacties, problemen met het maag-darmkanaal zoals diarree en braken en in enkele gevallen allergische reacties zoals huiduitslag en anafylaxie.